# Hybanthus leucopogon
Hybanthus leucopogon là một loài thực vật có hoa trong họ Hoa tím. Loài này được Sparre mô tả khoa học đầu tiên năm 1950.